# Haranga aridgina
Haranga aridgina är en insektsart som beskrevs av Sun och Zhang 2001. Haranga aridgina ingår i släktet Haranga och familjen dvärgstritar. Inga underarter finns listade i Catalogue of Life.